# Three Bridges
Three Bridges är en del av en befolkad plats i Australien. Den ligger i kommunen Yarra Ranges och delstaten Victoria, omkring 63 kilometer öster om delstatshuvudstaden Melbourne. Antalet invånare är 298.
Närmaste större samhälle är Yarra Junction, nära Three Bridges. 
I omgivningarna runt Three Bridges växer i huvudsak städsegrön lövskog. Runt Three Bridges är det ganska glesbefolkat, med 38 invånare per kvadratkilometer. Genomsnittlig årsnederbörd är 1 391 millimeter. Den regnigaste månaden är juni, med i genomsnitt 161 mm nederbörd, och den torraste är januari, med 57 mm nederbörd.